# Number, Please?
Number, Please? (em português:  Número, por favor?) é um filme mudo em curta-metragem norte-americano de 1920, do gênero comédia, estrelado por Harold Lloyd. Foi dirigido por Hal Roach e Fred C. Newmeyer.

## Elenco
- Harold Lloyd - O garoto
- Mildred Davis - A garota
- Roy Brooks - O rival